# アウシュラ・キウドゥライテ
アウシュラ・キウドゥライテ（Aušra Kiudulaitė、1978 - ）はリトアニアの絵本作家、画家、グラフィックデザイナー、 本のイラストレーター 。処女作の「しあわせはきつね(Laimė yra lapė)」は、ボローニャ国際児童図書展#ボローニャ国際絵本原画展で入賞しミルドレッド・L・バチェルダー賞(en: Mildred L. Batchelder Award)を受賞する等、国際的に高い評価を受けている。 

## 略歴
リトアニア共和国ヴィリニュス 市生まれ。ヴィリニュス芸術アカデミー絵画専攻を卒業。卒業後はグラフィックデザイナーとして広告エージェントに勤務。2016年、エヴェリーナ・ダチウテ作の絵本「しあわせはきつね」でデビューした。 
以降多くの国際的な展示会やフェスティバルに参加し、コンテストでもファイナリストや受賞者に名を連ねる。 
現在は、創作の傍らでリトアニア国内の図書館等でこども向けのワークショップを開催している。2017年にはリトアニア郵便局の季節限定切手をデザイン。  
特別な香りのよいクリスマス切手を発行。お祝いの切手は、芸術家の作品でしばしば繰り返され、男の丘と小さな町の物語など、象徴的な意味を持つモチーフを描写している。 

## 主な作品
- „Laimė yra lapė“　（作：エヴェリーナ・ダチウテ（EVELINA DACIŪTĖ）／2016年、Tikra knyga） ISBN 9786098142310

- „Draugystė ant straublio galo“ （作：マリウス・マルツィンケヴィチウス（MARIUS MARCINKEVIČIUS）／2017年、Tikra knyga） ISBN 9786098142372

- 2018年の本「Happiness is a fox」（EvelinaDaciūtė、AušraKiudulaitė、「True Book」発行）2017年に発行。今年の子どもの本
- 「地球の終わりの友情」という本のテーマグループ「子供のための本」での2018ブックアートコンテスト賞（著者：MariusMarcinkevičius、「True Book」発行）
- 2017年の本「Happiness is a fox」がIBBY Honor List 2018に追加された
- 2017年の本「Happiness is a Fox」はホワイトレイヴンのカタログに含まれている
- 2017タリンイラストレータートライアナリシスのディプロマ
- 2017国際子どもと青少年文学協会（IBBY）リトアニア支部のDomicelomicTarabildienė賞
- 2017年の子供向けの最も美しい本の卒業証書：「幸福はキツネ」（テキスト著者EvelinaDaciūtė、出版社「True Book」）
- 2017ボローニャイラストレーター展ファイナリスト（イタリア）
- 2017 Sharjah Children's Book Festival Exhibition Finalist（UAE、ドバイ）
- 2017ナミ島国際コンテストファイナリスト（韓国）
- 2017 MORS International Moscow Children's Book Illustrations Festival（ロシア）
- 2017 ARSENAL International Kiev Book Festival（ウクライナ）の参加者
- 2016 Silent Book International Illustration Competitionのファイナリスト（イタリア）
- 2015年ボローニャ国際児童図書フェアのリトアニア文化研究所主催のコンペティションの優勝者
- 2015年国際イラストレーションコンペティション「Womaninovation」（イタリア）、2等

## ソース
- http://tikraknyga.lt/dailininke-ausra-kiudulaite-esu-ir-dramblys-ir-pelyte/

- https://www.alfa.lt/article/50130437/laimingos-lapes-dailininke-fibulaite-esu-velyvo-zydejimo-zmogus

- https://www.toiartgallery.com/collections/ausrafibre

- http://lithuanianculture.lt/a-fox-brought-good-fortune-to-illustrator-ausra-fibre//lang=en

- https://www.15min.com/culture/new/literature/lape-atnese-laime- illustrators-ausrai-kiudulaitei-286-742010

- http://www.silentbookcontest.com/www.silentbookcontest.com/previous.html

- http://www.bookfair.bolognafiere.it/en/focus-on/illustrators/2018-illustrators-admitted/fiction/1988.html

- http://dramosteatras.lt/en/spectacle/labas-lape/

- http://tikraknyga.lt/spektaklis-laime-yra-lape-2/

- https://www.post.lt/en/about-music/news/lithuania-pasta-clad-following-colour-pasta-サイン